# Piat
Piat is een gemeente in de Filipijnse provincie Cagayan op het eiland Luzon. Bij de laatste census in 2007 had de gemeente ruim 22 duizend inwoners.

## Geografie

### Bestuurlijke indeling
Piat is onderverdeeld in de volgende 18 barangays:
| - Apayao - Aquib - Baung - Calaoagan - Catarauan - Dugayung - Gumarueng - Macapil - Maguilling | - Minanga - Poblacion I - Poblacion II - Santa Barbara - Santo Domingo - Sicatna - Villa Rey - Villa Reyno - Warat |

## Demografie
Piat had bij de census van 2007 een inwoneraantal van 22.211 mensen. Dit zijn 1.687 mensen (8,2%) meer dan bij de vorige census van 2000. De gemiddelde jaarlijkse groei komt daarmee uit op 1,10%, hetgeen lager is dan het landelijk jaarlijks gemiddelde over deze periode (2,04%). Vergeleken met de census van 1995 is het aantal mensen met 4.739 (27,1%) toegenomen.

De bevolkingsdichtheid van Piat was ten tijde van de laatste census, met 22.211 inwoners op 139,6 km², 125,2 mensen per km².